# Julian Hodgson
Julian Michael Hodgson (nascido em 25 de julho de 1963, em St. Asaph, País de Gales) é um Grande Mestre de Xadrez inglês, e um antigo campeão de xadrez do Reino Unido.
Hodgson obteve notoriedade no mundo de xadrez devido às suas façanhas como um júnior - em Londres, foi campeão da categoria sub-18 aos 12 anos de idade, e venceu o título o sub-21 aos 14.